# Houston Roughnecks
Gli Houston Roughnecks sono una squadra professionistica di football americano con sede a Houston, Texas, che gioca nella X Football League dalla stagione 2020. La franchigia disputa le sue gare al TDECU Stadium.
Houston si unì a New York, Seattle, Washington, Los Angeles, St. Louis, Tampa Bay e Dallas quali città inaugurali della lega. Le squadre hanno un roster di 40 giocatori attivi e disputano una stagione regolare da 10 partite. Vince McMahon, proprietario della lega, ha affermato "il gioco vedrà delle regole semplificate per velocizzare le partite che dovrebbero concludersi in meno di tre ore".

## Storia
Sette delle otto squadre inaugurali selezionate da Vince McMahon sono basate in città che hanno già una franchigia della NFL. Il 13 maggio 2019, June Jones lasciò gli Hamilton Tiger-Cats per diventare il capo-allenatore della squadra. La XFL ha confermato l'assunzione il 20 maggio.
L'8 febbraio 2020, i Roughnecks hanno battuto i Los Angeles Wildcats nella seconda gara della storia della lega con un punteggio di 37-17.
I Roughnecks hanno una rivalità dichiarata con gli Arlington Renegades, anche loro texani. Le gare tra le due squadre sono state soprannominate Texas Throwdown.
Nel 2023, la squadra ha iniziato la seconda stagione in XFL.
Il 1º gennaio 2024, è stato annunciato che, come parte dell'accordo di fusione tra la USFL e XFL, gli Houston Gamblers avrebbero acquisito identità e storia dei Roughnecks, trasferendo nella nuova squadra il roster e gli allenatori sotto contratto.